# Wahlkreis Charente I
Der Wahlkreis Charente I ist seit 1958 ein Wahlkreis (französisch circonscription électorale) für die Wahl der Nationalversammlung.

## Wahlergebnisse

### Parlamentswahl 2002
| Kandidaten                                     | Kandidaten                 | Parteien                                          | 1. Wahlgang | 1. Wahlgang | 2. Wahlgang | 2. Wahlgang |
| Kandidaten                                     | Kandidaten                 | Parteien                                          | Stimmen     | %           | Stimmen     | %           |
| ---------------------------------------------- | -------------------------- | ------------------------------------------------- | ----------- | ----------- | ----------- | ----------- |
|                                                | Jean-Claude Violletgewählt | SOC – Parti socialiste                            | 14.207      | 35,9        | 19.246      | 51,1        |
|                                                | Jean-Michel Bolvin         | UMP – Union pour la majorité présidentielle       | 11.427      | 28,9        | 18.454      | 48,9        |
|                                                | Alain Leroy                | FN – Front national                               | 3.635       | 9,2         |             |             |
|                                                | Jean-Yves de Prat          | MPF – Mouvement pour la France                    | 3.505       | 8,9         |             |             |
|                                                | Jean Revéreault            | VEC – Les Verts                                   | 2.019       | 5,1         |             |             |
|                                                | Maryse Dumeix              | COM – Parti communiste français                   | 1.064       | 2,7         |             |             |
|                                                | Michel Bourgogne           | CPNT – Chasse, pêche, nature, traditions          | 1.051       | 2,7         |             |             |
|                                                | Véronique Bamas            | LCR – Ligue communiste révolutionnaire            | 789         | 2,0         |             |             |
|                                                | Joël Bouchaud              | DVD – Centre national des indépendants et paysans | 764         | 1,9         |             |             |
|                                                | Jean-Pierre Courtois       | LO – Lutte Ouvrière                               | 628         | 1,6         |             |             |
|                                                | Jean-Francois Siri         | MNR – Mouvement national républicain              | 273         | 0,7         |             |             |
|                                                | Martine Hernandez          | ECO – Génération Écologie                         | 191         | 0,5         |             |             |
| Gesamt                                         | Gesamt                     | Gesamt                                            | 39.553      | 100         | 37.700      | 100         |
|                                                |                            |                                                   |             |             |             |             |
| Ungültige Stimmen                              | Ungültige Stimmen          | Ungültige Stimmen                                 | 919         | 2,3         | 1.320       | 3,4         |
| Wähler                                         | Wähler                     | Wähler                                            | 40.472      | 64,6        | 39.020      | 62,3        |
| Wahlberechtigte                                | Wahlberechtigte            | Wahlberechtigte                                   | 62.611      |             | 62.611      |             |
|                                                |                            |                                                   |             |             |             |             |
| Quellen: Innenministerium, Ergebnis – Parteien |                            |                                                   |             |             |             |             |

### Parlamentswahl 2007
| Kandidaten               | Kandidaten                 | Parteien                                                      | 1. Wahlgang | 1. Wahlgang | 2. Wahlgang | 2. Wahlgang |
| Kandidaten               | Kandidaten                 | Parteien                                                      | Stimmen     | %           | Stimmen     | %           |
| ------------------------ | -------------------------- | ------------------------------------------------------------- | ----------- | ----------- | ----------- | ----------- |
|                          | Jean-Claude Violletgewählt | SOC – Parti socialiste                                        | 15.615      | 40,9        | 22.687      | 58,7        |
|                          | Martine Faury              | UMP – Union pour un mouvement populaire                       | 13.309      | 34,9        | 15.935      | 41,3        |
|                          | Samuel Cazenave            | UDFD – Union pour la démocratie française/Mouvement démocrate | 3.197       | 8,4         |             |             |
|                          | Jean-Yves Le Turdu         | VEC – Les Verts                                               | 1.145       | 3,0         |             |             |
|                          | Yseult Goutierre           | FN – Front national                                           | 1.017       | 2,7         |             |             |
|                          | Jean-Pierre Bellefaye      | EXG – Ligue communiste révolutionnaire                        | 933         | 2,4         |             |             |
|                          | Fanny Luteau               | COM – Parti communiste français                               | 716         | 1,9         |             |             |
|                          | Danièle Duclaud            | MPF – Mouvement pour la France                                | 588         | 1,5         |             |             |
|                          | Yann Andrieux              | CPNT – Chasse, pêche, nature et traditions                    | 506         | 1,3         |             |             |
|                          | Jean-Pierre Courtois       | EXG – Lutte Ouvrière                                          | 326         | 0,9         |             |             |
|                          | Valérie Paour              | ECO – Génération Écologie                                     | 287         | 0,8         |             |             |
|                          | Alain Chailloux            | DVD – Centre national des indépendants et paysans             | 261         | 0,7         |             |             |
|                          | Josette Blanc              | DIV – La France en action                                     | 249         | 0,7         |             |             |
| Gesamt                   | Gesamt                     | Gesamt                                                        | 38.149      | 100         | 38.622      | 100         |
|                          |                            |                                                               |             |             |             |             |
| Ungültige Stimmen        | Ungültige Stimmen          | Ungültige Stimmen                                             | 895         | 2,3         | 955         | 2,4         |
| Wähler                   | Wähler                     | Wähler                                                        | 39.044      | 61,3        | 39.577      | 62,1        |
| Wahlberechtigte          | Wahlberechtigte            | Wahlberechtigte                                               | 63.709      |             | 63.710      |             |
|                          |                            |                                                               |             |             |             |             |
| Quelle: Innenministerium |                            |                                                               |             |             |             |             |

### Parlamentswahl 2012
| Kandidaten               | Kandidaten                    | Parteien                                          | Stimmen | %    |
| ------------------------ | ----------------------------- | ------------------------------------------------- | ------- | ---- |
|                          | Martine Pinvillegewählt       | SOC – Parti socialiste                            | 23.009  | 50,1 |
|                          | Élise Vouvet                  | UMP – Union pour un mouvement populaire           | 9.964   | 21,7 |
|                          | Marie-Christine Cardoso       | FN – Front national                               | 4.757   | 10,4 |
|                          | Marie-Hélène Boutet de Monvel | FG – Front de gauche (Parti communiste français)  | 2.763   | 6,0  |
|                          | Vincent You                   | DVD – Parti chrétien-démocrate                    | 2.017   | 4,4  |
|                          | Cyril Tardat                  | VEC – Europe Écologie Les Verts                   | 1.708   | 3,7  |
|                          | Dominique de Lorgeril         | AUT – Unabh.                                      | 546     | 1,2  |
|                          | Michel Deboeuf                | EXG – Nouveau Parti anticapitaliste               | 304     | 0,7  |
|                          | Catherine Tarrius             | NCE – Nouveau Centre                              | 257     | 0,6  |
|                          | Alain Chailloux               | DVD – Centre national des indépendants et paysans | 254     | 0,6  |
|                          | Jean-Pierre Courtois          | EXG – Lutte Ouvrière                              | 200     | 0,4  |
|                          | Danièle Duclaud               | DVD – Alliance Royale                             | 96      | 0,2  |
|                          | Jean-Carlo Sitzia-Le Blond    | DVD – Debout la République                        | 68      | 0,1  |
| Gesamt                   | Gesamt                        | Gesamt                                            | 45.943  | 100  |
|                          |                               |                                                   |         |      |
| Ungültige Stimmen        | Ungültige Stimmen             | Ungültige Stimmen                                 | 676     | 1,5  |
| Wähler                   | Wähler                        | Wähler                                            | 46.619  | 55,3 |
| Wahlberechtigte          | Wahlberechtigte               | Wahlberechtigte                                   | 84.304  |      |
|                          |                               |                                                   |         |      |
| Quelle: Innenministerium |                               |                                                   |         |      |

### Parlamentswahl 2017
| Kandidaten               | Kandidaten             | Parteien                                   | 1. Wahlgang | 1. Wahlgang | 2. Wahlgang | 2. Wahlgang |
| Kandidaten               | Kandidaten             | Parteien                                   | Stimmen     | %           | Stimmen     | %           |
| ------------------------ | ---------------------- | ------------------------------------------ | ----------- | ----------- | ----------- | ----------- |
|                          | Thomas Mesniergewählt  | REM – La République en marche              | 15.228      | 38,0        | 19.360      | 59,9        |
|                          | Martine Boutin         | FI – La France insoumise                   | 5.331       | 13,3        | 12.935      | 40,1        |
|                          | Martine Pinville       | SOC – Parti socialiste                     | 4.642       | 11,6        |             |             |
|                          | Élise Vouvet           | LR – Les Républicains                      | 4.586       | 11,4        |             |             |
|                          | Geoffray Gourré        | FN – Front national                        | 3.756       | 9,4         |             |             |
|                          | Djillali Merioua       | COM – Parti communiste français            | 1.822       | 4,5         |             |             |
|                          | Odile Achard           | ECO – Europe Écologie Les Verts            | 1.605       | 4,0         |             |             |
|                          | Vincent You            | DVD – Les Républicains Diss.               | 1.595       | 4,0         |             |             |
|                          | Olivier Gallet         | EXD – Union des patriotes (Comités Jeanne) | 396         | 1,0         |             |             |
|                          | Olivier Nicolas        | EXG – Lutte Ouvrière                       | 347         | 0,9         |             |             |
|                          | Guillaume Serrano      | DIV – Union populaire républicaine         | 258         | 0,6         |             |             |
|                          | Aline Blancher Mouquet | DVG – Nouvelle Donne                       | 229         | 0,6         |             |             |
|                          | Dominique de Lorgeril  | DIV – Unabh.                               | 206         | 0,5         |             |             |
|                          | Clément Séjourné       | DVG – Unabh.                               | 71          | 0,2         |             |             |
|                          | Rodolphe Petit-Galland | DVD – Alliance Royale                      | 3           | 0,0         |             |             |
| Gesamt                   | Gesamt                 | Gesamt                                     | 40.075      | 100         | 32.295      | 100         |
|                          |                        |                                            |             |             |             |             |
| Leere Stimmzettel        | Leere Stimmzettel      | Leere Stimmzettel                          | 575         | 1,4         | 1.902       | 5,4         |
| Ungültige Stimmzettel    | Ungültige Stimmzettel  | Ungültige Stimmzettel                      | 1.165       | 2,8         | 281         | 0,8         |
| Wähler                   | Wähler                 | Wähler                                     | 40.931      | 48,2        | 35.362      | 41,6        |
| Wahlberechtigte          | Wahlberechtigte        | Wahlberechtigte                            | 84.996      |             | 84.935      |             |
|                          |                        |                                            |             |             |             |             |
| Quelle: Innenministerium |                        |                                            |             |             |             |             |

### Parlamentswahl 2022
Die Wahl wurde vom Verfassungsrat für ungültig erklärt.
| Kandidaten               | Kandidaten            | Parteien                                                                   | 1. Wahlgang | 1. Wahlgang | 2. Wahlgang | 2. Wahlgang |
| Kandidaten               | Kandidaten            | Parteien                                                                   | Stimmen     | %           | Stimmen     | %           |
| ------------------------ | --------------------- | -------------------------------------------------------------------------- | ----------- | ----------- | ----------- | ----------- |
|                          | Thomas Mesniergewählt | ENS – Ensemble ! (Horizons)                                                | 12.336      | 30,5        | 18.854      | 50,0        |
|                          | René Pilato           | NUP – Nouvelle union populaire écologique et sociale (La France insoumise) | 11.152      | 27,5        | 18.830      | 50,0        |
|                          | Anna Martinese        | RN – Rassemblement National                                                | 6.503       | 16,1        |             |             |
|                          | Jean-François Dauré   | DVG – Parti socialiste Diss.                                               | 5.065       | 12,5        |             |             |
|                          | Alice Clergeau        | LR – Les Républicains                                                      | 2.122       | 5,2         |             |             |
|                          | Dominique de Lorgeril | REC – Reconquête                                                           | 1.731       | 4,3         |             |             |
|                          | Corinne Berthelot     | ECO – Écologie au centre                                                   | 1.237       | 3,1         |             |             |
|                          | Olivier Nicolas       | EXG – Lutte Ouvrière                                                       | 363         | 0,9         |             |             |
| Gesamt                   | Gesamt                | Gesamt                                                                     | 40.509      | 100         | 37.684      | 100         |
|                          |                       |                                                                            |             |             |             |             |
| Leere Stimmzettel        | Leere Stimmzettel     | Leere Stimmzettel                                                          | 522         | 1,3         | 2.012       | 4,9         |
| Ungültige Stimmzettel    | Ungültige Stimmzettel | Ungültige Stimmzettel                                                      | 280         | 0,7         | 1.086       | 2,7         |
| Wähler                   | Wähler                | Wähler                                                                     | 41.311      | 49,3        | 40.782      | 48,7        |
| Wahlberechtigte          | Wahlberechtigte       | Wahlberechtigte                                                            | 83.777      |             | 83.763      |             |
|                          |                       |                                                                            |             |             |             |             |
| Quelle: Innenministerium |                       |                                                                            |             |             |             |             |

### Nachwahl 2023
Die Wahl fand am 22. und 29. Januar statt.
| Kandidaten          | Kandidaten         | Parteien                                                                   | Stimmen | %   |
| ------------------- | ------------------ | -------------------------------------------------------------------------- | ------- | --- |
|                     | René Pilatogewählt | NUP – Nouvelle union populaire écologique et sociale (La France insoumise) | –       | –   |
| Gesamt              | Gesamt             | Gesamt                                                                     | 0       | 100 |
|                     |                    |                                                                            |         |     |
| Quellen: Kandidaten |                    |                                                                            |         |     |

### Parlamentswahl 2024
| Kandidaten               | Kandidaten            | Parteien                                           | 1. Wahlgang | 1. Wahlgang | 2. Wahlgang | 2. Wahlgang |
| Kandidaten               | Kandidaten            | Parteien                                           | Stimmen     | %           | Stimmen     | %           |
| ------------------------ | --------------------- | -------------------------------------------------- | ----------- | ----------- | ----------- | ----------- |
|                          | René Pilatogewählt    | UG – Nouveau Front populaire (La France insoumise) | 18.166      | 32,8        | 20.288      | 35,7        |
|                          | Thomas Mesnier        | HOR – Ensemble pour la République (Horizons)       | 16.784      | 30,3        | 18.406      | 32,4        |
|                          | Marion Latus          | RN – Rassemblement National                        | 16.761      | 30,3        | 18.061      | 31,8        |
|                          | Alain Boivin          | LR – Les Républicains                              | 2.226       | 4,0         |             |             |
|                          | Olivier Nicolas       | EXG – Lutte Ouvrière                               | 818         | 1,5         |             |             |
|                          | Doraline Bernard      | REC – Reconquête                                   | 633         | 1,1         |             |             |
| Gesamt                   | Gesamt                | Gesamt                                             | 55.388      | 100         | 56.755      | 100         |
|                          |                       |                                                    |             |             |             |             |
| Leere Stimmzettel        | Leere Stimmzettel     | Leere Stimmzettel                                  | 1.079       | 1,9         | 1.074       | 1,8         |
| Ungültige Stimmzettel    | Ungültige Stimmzettel | Ungültige Stimmzettel                              | 510         | 0,9         | 439         | 0,8         |
| Wähler                   | Wähler                | Wähler                                             | 56.977      | 67,7        | 58.268      | 69,2        |
| Wahlberechtigte          | Wahlberechtigte       | Wahlberechtigte                                    | 84.158      |             | 84.238      |             |
|                          |                       |                                                    |             |             |             |             |
| Quelle: Innenministerium |                       |                                                    |             |             |             |             |